# トラビス・レイキンス
トラビス・クレイ・レイキンス・シニア（Travis Clay Lakins Sr., 1994年6月29日 - ）は、アメリカ合衆国オハイオ州ミドルタウン出身のプロ野球選手（投手）。右投右打。アメリカ独立リーグ・アトランティックリーグのランカスター・バーンストーマーズ所属。

## 経歴

### プロ入りとレッドソックス時代
2015年のMLBドラフト6巡目（全体171位）でボストン・レッドソックスから指名され、プロ入り。契約後、傘下のA-級ローウェル・スピナーズでプロデビュー。この年は1試合に登板したのみだった。
2016年はA+級セイラム・レッドソックスでプレーし、19試合（先発18試合）に登板して6勝3敗、防御率5.93、79奪三振を記録した。
2017年はA+級セイラムとAA級ポートランド・シードッグスでプレーし、2球団合計で15試合に先発登板して5勝4敗、防御率4.21、62奪三振を記録した。
2018年はAA級ポートランドとAAA級ポータケット・レッドソックスでプレーし、2球団合計で36試合（先発3試合）に登板して3勝2敗3セーブ、防御率2.32、57奪三振を記録した。オフの11月20日にはルール・ファイブ・ドラフトでの流出を防ぐために40人枠入りした。
2019年は開幕をAAA級ポータケットで迎え、4月23日にメジャー初昇格を果たした。同日のデトロイト・タイガース戦でメジャーデビュー。この年メジャーでは16試合（先発3試合）に登板して0勝1敗、防御率3.86、18奪三振を記録した。
2020年1月17日にDFAとなった。

### オリオールズ時代
2020年1月21日に後日発表選手とのトレードで、シカゴ・カブスへ移籍した。
その後、1月31日にウェイバー公示を経てボルチモア・オリオールズへ移籍した。この年は22試合に登板して3勝2敗1セーブ、防御率2.81、25奪三振を記録した。
2021年は24試合に登板して1勝4敗、防御率5.79、24奪三振を記録した。シーズン最後の登板は6月29日で、直後の7月には痛めていた右肘の手術を受けた。レギュラーシーズン終了後の10月14日にマイナー契約で傘下のAAA級ノーフォーク・タイズへ配属された。
2022年はAAA級ノーフォークで開幕を迎えた。4月15日にメジャー契約を結んでアクティブ・ロースター入りした。その後、再び右肘を痛めて5月20日に故障者リスト入りし、同リストから復帰の8月31日にマイナー契約でAAA級ノーフォークへ配属された。結局、この年メジャーではわずか6試合の登板に留まり、10月6日にFAとなった。

### 独立リーグ時代
2023年4月17日にアトランティックリーグのランカスター・バーンストーマーズと契約した。

## 詳細情報

### 年度別投手成績
| 年 度    | 球 団    | 登 板 | 先 発 | 完 投 | 完 封 | 無 四 球 | 勝 利 | 敗 戦 | セ 丨 ブ | ホ 丨 ル ド | 勝 率 | 打 者 | 投 球 回 | 被 安 打 | 被 本 塁 打 | 与 四 球 | 敬 遠 | 与 死 球 | 奪 三 振 | 暴 投 | ボ 丨 ク | 失 点 | 自 責 点 | 防 御 率 | W H I P |
| -------- | -------- | ----- | ----- | ----- | ----- | -------- | ----- | ----- | -------- | ----------- | ----- | ----- | -------- | -------- | ----------- | -------- | ----- | -------- | -------- | ----- | -------- | ----- | -------- | -------- | ------- |
| 2019     | BOS      | 16    | 3     | 0     | 0     | 0        | 0     | 1     | 0        | 1           | .000  | 102   | 23.1     | 23       | 1           | 10       | 1     | 1        | 18       | 1     | 0        | 11    | 10       | 3.86     | 1.41    |
| 2020     | BAL      | 22    | 0     | 0     | 0     | 0        | 3     | 2     | 1        | 1           | .600  | 116   | 25.2     | 25       | 2           | 13       | 0     | 2        | 25       | 3     | 0        | 11    | 8        | 2.81     | 1.48    |
| 2021     | BAL      | 24    | 1     | 0     | 0     | 0        | 1     | 4     | 0        | 3           | .200  | 123   | 28.0     | 23       | 4           | 17       | 0     | 1        | 24       | 4     | 1        | 23    | 20       | 5.79     | 1.43    |
| 2022     | BAL      | 6     | 0     | 0     | 0     | 0        | 0     | 1     | 0        | 0           | .000  | 50    | 10.1     | 14       | 3           | 6        | 0     | 1        | 8        | 1     | 0        | 11    | 11       | 9.58     | 1.94    |
| MLB：4年 | MLB：4年 | 68    | 4     | 0     | 0     | 0        | 4     | 8     | 1        | 5           | .333  | 391   | 87.1     | 85       | 10          | 46       | 1     | 5        | 75       | 9     | 1        | 53    | 47       | 4.84     | 1.50    |

- 2022年度シーズン終了時

### 背番号
- 65（2019年 - 同年途中）
- 56（2019年途中 - 同年終了）
- 70（2020年 - 2021年）
- 54（2022年）